# Санта-Мария-дель-Чедро
Санта-Мария-дель-Чедро (итал. Santa Maria del Cedro) — коммуна в Италии, располагается в регионе Калабрия, подчиняется административному центру Козенца.
Население составляет 4828 человек, плотность населения составляет 268 чел./км². Занимает площадь 18 км². Почтовый индекс — 87020. Телефонный код — 0985.
Покровителем коммуны почитается Архангел Михаил. Праздник ежегодно празднуется 29 сентября.